# Eudorylas affinis
Eudorylas affinis är en tvåvingeart som först beskrevs av Cresson 1910.  Eudorylas affinis ingår i släktet Eudorylas och familjen ögonflugor. Inga underarter finns listade i Catalogue of Life.